# Herniaria fruticosa
Herniaria fruticosa är en nejlikväxtart. Herniaria fruticosa ingår i släktet knytlingar, och familjen nejlikväxter.

## Underarter
Arten delas in i följande underarter:
- H. f. erecta
- H. f. fruticosa